# Estación de Dourados
La Estación Ferroviaria de Dourados-Itaum fue una construcción destinada al embarque o desembarque de pasajeros de trenes y, de modo secundario, al cargado y descargado de mercancías transportadas. Usualmente se componía de un edificio para pasajeros (y posiblemente para cargas también), además de otras instalaciones asociadas al funcionamiento del ferrocarril. 

## Historia
La Estación de Itahum fue inaugurada el 18 de mayo de 1949 y era el límite del futuro ramal de Ponta Porã, que sería inaugurada cuatro años después. La estación era originalmente de madera, siendo en esas condiciones como el ramal hasta Ponta Porã comenzó a tener el tráfico comercial. La estación de Itahum se sitúa dentro del municipio de Dourados y sirvió como estación central ya que la zona urbana douradense no tenía estación. Años después la estación de madera dio lugar a otra más moderna, de mampostería. 

En Dourados, fue establecida una gran colonia agrícola federal, creada en 1943 e implantada a partir de 1948, siendo así que desde 1949, el municipio referido fue servido por la estación de Itaum, del ramal de Ponta Porã. Entre tanto, lo que no era perfectamente conocido es la medida en que esa estación sirvió al municipio de Dourados, aunque es reseñable la proporción en que se puede atribuir a la Noroeste los impulsos al desarrollo poblacional y agrícola de la región. De antemano, me siento autorizado a afirmar que ha tenido un efecto positivo en el despegue de la economía agrícola de Dourados relacionado, en gran medida, con el ramal. A este respect, cabe desde luego señalar la situación relativamente desfavorable de ese ramal, un tanto excéntrico en relación al núcleo agrícola constituido por la CAND: esa colonia, de hecho, se extendió al este de la ciudad de Dourados, mientras que la estación de Itaum fue establecida cerca de 60 km al oeste de la ciudad. De hecho, por lo que se sabe, llegó a estar derivada hacia Itaum gran parte de la producción agrícola del municipio de Dourados; en 1951, por ejemplo, un diario douradense se refería a los miles de camiones que transitaban hacia Itaum, calculando que serían necesarios "5000 viajes solo para traslado de la cosecha de algodón". En esas circunstancias, no es de admirar que ya en 1954 fuese instalada en Dourados una agencia del Ferrocarril del Noroeste y que, en términos de rentas recaudadas, esa agencia asumiese una gran importancia entre sus congéneres en el Estado de Mato Grosso. (...) Las cargas todavía llegan a Dourados por la ruta de ferrocarril, vía Itaum
Recorte del libro Un ferrocarril entre dos mundos, de Paulo Roberto Cimó Queiros, EDUSC, 2004

Hubo un plan para extender un ramal entre los años 50 y 60 entre el Oeste Paulista y Dourados a través del Pontal do Paranapanema, siendo construido en la ciudad el ramal entre 1958 y 1965. A pesar de esto, el ramal solo llegó hasta el municipio de Euclides da Cunha, un tanto lejos de los barrancos del Río Paraná, donde comienza Mato Grosso do Sul. Desde ahí no se produjeron avances, a pesar de haber conservado su nombre. El ramal, que comenzaba en Presidente Prudente, fue cesado en 1988 y los raíles retirados. Según Paulo Cimó Queiroz (de Dourados, MS), desde el 1 de junio de 1996 la línea no funciona para pasajeros. Para carga funcionó hasta mediados de 2002, siendo a partir de entonces abandonada.